# Ligne de tramway 460/2
Pour les articles homonymes, voir Ligne 460.
Ne doit pas être confondu avec les lignes de tramway : 460/1 Hannut - Verlaine et 460/3 Ampsin - Verlaine.
La ligne 460/2 est une ancienne ligne de tramway de la Société nationale des chemins de fer vicinaux (SNCV) qui reliait Fexhe-le-Haut-Clocher à Horion-Hozémont entre 1905 et 1936.

## Histoire
La ligne est mise en service en traction vapeur le 18 juillet 1905 entre Fexhe-le-Haut-Clocher et Horion-Hozémont où elle donne correspondance à la ligne 460/1 Horion-Hozémont - Mons-lez-Liège mise en service le même jour (nouvelle section, capital 122). L'exploitation est assurée par la société anonyme du Chemin de fer d'Ans - Oreye (CFAO).
Au 1er janvier 1929, l'exploitation est alors reprise directement par la SNCV. 
La ligne est supprimée le 19 juillet 1936, ses voies restent cependant utilisées pour le trafic fret jusqu'à la fermeture à tout trafic le 3 janvier ou 3 août 1956 de la section gare de Fexhe-le-Haut-Clocher - Horion-Hozémont bifurcation avec la ligne 460/1 (capital 122),.

## Exploitation

### Horaires
Tableaux horaires :
- Été 1931 : 460, numéro partagé entre les lignes 460/1 Hannut - Verlaine, 460/2 Fexhe-le-Haut-Clocher - Horion-Hozémont, 460/3 Ampsin - Verlaine et à partir de 1933 59 Jemeppe-sur-Meuse - Mons-lez-Liège[4].